# O wojnie afrykańskiej
O wojnie afrykańskiej (łac. De Bello Africo) – niewielki objętościowo utwór wchodzący w skład tzw. Corpus Caesarianum, kontynuujący narrację dziełka O wojnie aleksandryjskiej.
Składający się z 98 krótkich rozdziałów utwór opisuje działania wojenne prowadzone przez Juliusza Cezara przeciwko pompejańczykom w północnej Afryce w latach 47-46 p.n.e.
Autor dzieła pozostaje nieznany. Swetoniusz za autora wszystkich apokryfów z Corpus Caesarianum uważa Aulusa Hircjusza lub Opiusza, ten pierwszy zginął jednak na początku 43 p.n.e. i nie zdążyłby zredagować po śmierci Cezara wszystkich przypisywanych mu utworów, zaś drugi nie brał udziału w wojnie afrykańskiej. Autorstwo to wyklucza również styl utworu, pisanego znacznie gorszym, zbliżonym do codziennego językiem, wskazującym na niezbyt wysokie wykształcenie autora. Przypuszcza się, iż rzeczywistym twórcą pamiętników O wojnie afrykańskiej był młody, niedoświadczony jeszcze żołnierz jednego z legionów Cezara, nieznany z imienia.